# Morti nel 1655
| Questa pagina contiene informazioni ricavate automaticamente dalle voci biografiche con l'ausilio del template Bio e di un bot. L'aggiornamento è periodico e automatico e ricostruisce completamente la pagina. Se manca una persona in questa lista, sei pregato di non aggiungerla, ma accertati piuttosto che la sua voce biografica contenga il template Bio e che i dati anagrafici siano correttamente compilati. Se il template Bio manca, inseriscilo tu stesso o, in alternativa, metti l'avviso {{tmp\|Bio}} che ne segnala la mancanza. Se i dati riportati sono sbagliati, correggi direttamente la voce biografica; le modifiche saranno visibili in questa lista entro pochi giorni. Per chiarimenti vedi il progetto biografie. La lista contiene solo le 87 persone che sono citate nell'enciclopedia e per le quali è stato implementato correttamente il template Bio. Pagina aggiornata al 19 nov 2024. |

## Gennaio(5)
- 6 gennaio - Luigi Filippo del Palatinato-Simmern, nobile tedesco (n. 1602)
- 7 gennaio - Papa Innocenzo X, papa, vescovo cattolico e cardinale italiano (n. 1574)
- 13 gennaio - Koca Dervish Mehmed Pascià, politico e militare ottomano (n. 1585)
- 30 gennaio - Muhammad al-Shaykh al-Saghir, sultano marocchino
- 30 gennaio - Andrea Massa, vescovo cattolico italiano (n. 1607)

## Febbraio(10)
- 1º febbraio - Giovanni Battista Ferrari, gesuita, botanico e orientalista italiano (n. 1584)
- 2 febbraio - Sébastien Zamet, vescovo cattolico francese (n. 1588)
- 4 febbraio - Giovanni Stefano Menochio, biblista e gesuita italiano (n. 1575)
- 13 febbraio - Ferdinando Hastings, VI conte di Huntingdon, nobile e politico inglese (n. 1609)
- 15 febbraio - Pier Luigi Carafa, cardinale e vescovo cattolico italiano (n. 1581)
- 16 febbraio - Diego Messía Felípez de Guzmán, generale e politico spagnolo (n. 1580)
- 21 febbraio - Giovanni X di Holstein-Gottorp, principe (n. 1606)
- 25 febbraio - Daniel Heinsius, filologo olandese (n. 1580)
- 27 febbraio - Henri Chabot, nobile francese (n. 1616)
- 27 febbraio - Francesco Molin, doge (n. 1575)

## Marzo(6)
- 4 marzo - Salvatore Mittica, pittore italiano
- 9 marzo - Paolo Dal Pozzo, pittore italiano (n. 1573)
- 23 marzo - Elisabetta di Harrach, contessa austriaca (n. 1601)
- 23 marzo - Peter de Spina III, medico tedesco (n. 1592)
- 28 marzo - Maria Eleonora del Brandeburgo, principessa (n. 1599)
- 30 marzo - James Stewart, I duca di Richmond, nobile e politico inglese (n. 1612)

## Aprile(3)
- 16 aprile - Ernesto Casimiro di Nassau-Weilburg, nobile tedesco (n. 1607)
- 29 aprile - Cornelis Schut I, pittore, disegnatore e incisore fiammingo (n. 1597)
- 30 aprile - Eustache Le Sueur, pittore francese (n. 1616)

## Maggio(5)
- 4 maggio - Giovanni Francesco Abela, storico e archeologo maltese (n. 1582)
- 4 maggio - Francesco Peretti di Montalto, cardinale e arcivescovo cattolico italiano (n. 1595)
- 9 maggio - Carlo Ferdinando Vasa, vescovo cattolico polacco (n. 1613)
- 11 maggio - İpşiri Mustafa Pascià, politico ottomano (n. 1607)
- 30 maggio - Cristiano di Brandeburgo-Bayreuth, nobile tedesco (n. 1581)

## Giugno(6)
- 13 giugno - Giacomo Filippo Tomasini, vescovo cattolico, letterato e storico italiano (n. 1595)
- 25 giugno - Margherita di Savoia, duchessa italiana (n. 1589)
- 26 giugno - Edward Conway, II visconte di Conway, nobile, politico e militare inglese (n. 1594)
- 27 giugno - Anna Caterina Dorotea di Salm-Kyrburg, duchessa (n. 1614)
- 27 giugno - Eleonora Gonzaga, principessa italiana (n. 1598)
- 30 giugno - Jacobus Boonen, arcivescovo cattolico belga (n. 1573)

## Luglio(6)
- 12 luglio - Francesco Caracciolo, VII duca di Martina, militare e nobile italiano (n. 1613)
- 15 luglio - Girolamo Rainaldi, architetto italiano (n. 1570)
- 24 luglio - Friedrich von Logau, poeta tedesco (n. 1605)
- 28 luglio - Suzuki Shōsan, militare e monaco buddista giapponese (n. 1579)
- 28 luglio - Savinien Cyrano de Bergerac, filosofo, scrittore e drammaturgo francese (n. 1619)
- 30 luglio - Sigmund Theophil Staden, organista e compositore tedesco (n. 1607)

## Agosto(3)
- 6 agosto - Livia Vernazza,  italiana (n. 1590)
- 10 agosto - Alfonso de la Cueva-Benavides y Mendoza-Carrillo, diplomatico e cardinale spagnolo (n. 1574)
- 22 agosto - Robertus Junius, missionario olandese (n. 1606)

## Settembre(3)
- 7 settembre - Nicolas Abram, gesuita, filologo e teologo francese (n. 1589)
- 7 settembre - François L'Hermite, scrittore e drammaturgo francese (n. 1601)
- 24 settembre - Federico d'Assia-Eschwege (n. 1617)

## Ottobre(4)
- 2 ottobre - Francesco Pona, medico e letterato italiano (n. 1595)
- 12 ottobre - Francesco Adriano Ceva, cardinale italiano (n. 1580)
- 16 ottobre - Joseph Solomon Delmedigo, scienziato italiano (n. 1591)
- 24 ottobre - Pierre Gassendi, presbitero, filosofo e teologo francese (n. 1592)

## Novembre(6)
- 6 novembre - Massimiliano di Dietrichstein, diplomatico austriaco (n. 1596)
- 9 novembre - Pietro Cesare Alberti, viaggiatore italiano (n. 1608)
- 15 novembre - Martín de León Cárdenas, arcivescovo cattolico spagnolo (n. 1584)
- 16 novembre - Innocenzo da Caltagirone, presbitero e religioso italiano (n. 1589)
- 23 novembre - Elizabeth Wriothesley, nobile inglese (n. 1572)
- 27 novembre - Giovanni Battista Cantone, nobile e magistrato italiano (n. 1589)

## Dicembre(2)
- 23 dicembre - Curzio Inghirami, archeologo italiano (n. 1614)
- 31 dicembre - Janusz Radziwiłł, sovrano lituano (n. 1612)

## Senza giorno specificato(28)
- Güshi Khan, condottiero mongolo (n. 1582)
- Hendrick Andriessen, pittore fiammingo (n. 1607)
- Bian Yujing, pittrice e musicista cinese (n. 1623)
- Girolamo Buratti, pittore italiano (n. 1580)
- Giovanni Burnacini, scenografo italiano
- Adriaen van der Donck, avvocato e scrittore olandese (n. 1618)
- Giovanni Andrea Donducci, pittore italiano (n. 1575)
- Roberto Gentili, traduttore italiano (n. 1590)
- Nicolaus Knüpfer, pittore tedesco
- Ludovico Leporeo, poeta italiano (n. 1582)
- Francesca Barbara del Liechtenstein, principessa austriaca (n. 1604)
- Giovanni Battista Michelini, pittore italiano (n. 1604)
- William Murray, I conte di Dysart, politico scozzese (n. 1600)
- Agostino Radi, scultore italiano
- Lazare Rivière, medico francese (n. 1589)
- Francesco Rivola, orientalista e presbitero italiano (n. 1570)
- Stefano Rossi, poeta italiano (n. 1576)
- Herman van Swanevelt, pittore, disegnatore e incisore olandese (n. 1603)
- Ukita Hideie, militare giapponese (n. 1573)
- Marin de la Vallée, architetto francese
- Henry Vane il Vecchio, politico inglese (n. 1589)
- Edward Winslow, politico britannico (n. 1595)
- Thomas Young, teologo scozzese (n. 1587)
- Zhìxù, monaco buddista cinese (n. 1599)
- Manuel Pires de Almeida, scrittore portoghese (n. 1597)
- Pierre de Conty d'Argencour, ingegnere militare francese (n. 1575)
- Lodewijk de Vadder, pittore fiammingo (n. 1605)
- Kara Dev Murad Pascià, politico e militare ottomano (n. 1595)